# Sociaaldemocratische Partij van Albanië
De Sociaaldemocratische Partij van Albanië (Albanees: Partia Socialdemokrate e Shqipërisë), is een Albanese partij.

## Geschiedenis
De PSDSh werd in 1991, nadat de communistische regering van Albanië de vorming van oppositiepartijen toestond, opgericht. De PSDSh sprak zich na de oprichting uit voor een geleidelijke democratisering van Albanië. De partij ontpopte zich al snel als een echte sociaaldemocratische partij.
De PSDSh deed niet mee aan de eerste democratische parlementsverkiezingen van maart 1991, maar wel werd één lid van de PSDSh in het coalitiekabinet van premier Ylli Bufi (5 juni - 10 december 1991). Bij de tweede democratische parlementsverkiezingen van maart 1992 behaalde de PSDSh 4,4% van de stemmen, goed voor 7 zetels in de 140 zetels tellende Volksvergadering van Albania (Kuvendi i Shqipërisë). De PSDSh trad vervolgens toe tot de door Democratische Partij van Albanië (PDSh) van premier Aleksander Meksi (13 april 1992). Bij de oneerlijk verlopen parlementsverkiezingen van mei/juni 1996 verloor de PSDSh al haar zetels in de Volksvergadering van Albanië (Albanees parlement) en verdween daarmee ook uit de regering. Bij de parlementsverkiezingen van juni/juli 1997 verwierf de PSDSh 2,5% van de stemmen, goed voor negen zetels en de PSDSh trad toe tot de door de Albanese Partij van de Arbeid (PSSh, voormalige communisten) onder premier Fatos Nano.
Bij de parlementsverkiezingen van 2001 verloor de PSDSh flink en viel terug naar vier zetels in het parlement. De partij bleef echter lid van de regering. Dit veranderde echter na de parlementsverkiezingen van juli 2005. De PSDSh behaalde weliswaar 12,7% van de stemmen, goed voor 7 zetels in de 140 zetels tellende Volksvergadering van Albanië, maar werd niet uitgenodigd om deel te nemen aan de regering.
De PSDSh is lid van de Socialistische Internationale.

## Voorzitter
Skënder Gjinushi, van 20 februari 1987 tot 1992 minister van Onderwijs in de communistische regering, is de huidige voorzitter van de PSDSh.

## Verkiezingsresultaten PSDSh1992-2005
| 1992 | 7 | 140 |
| 1996 | - | 140 |
| 1997 | 9 | 155 |
| 2001 | 4 | 140 |
| 2005 | 7 | 140 |